# Edwin Bingham Copeland
Edwin Bingham Copeland, Dean Edwin Bingham Copeland, född 30 september 1873 i Monroe, Wisconsin, död 16 mars 1964 i Chico, Kalifornien, var en amerikansk botaniker och agronom. 1909 grundade han Philippines College of Agriculture i Los Baños, dagens University of the Philippines Los Baños och var dess dekanus samt professor i växtfysiologi mellan 1909 och 1917.
Auktorsnamnet Copel. kan användas för Edwin Bingham Copeland i samband med ett vetenskapligt namn inom botaniken; se Wikipediaartiklar som länkar till auktorsnamnet.